# Los Zacatones
Los Zacatones är en ort i Mexiko.   Den ligger i kommunen Villa de Ramos och delstaten San Luis Potosí, i den centrala delen av landet, 500 km nordväst om huvudstaden Mexico City. Los Zacatones ligger 2 051 meter över havet och antalet invånare är 5 913.
Terrängen runt Los Zacatones är en högslätt. Runt Los Zacatones är det glesbefolkat, med 15 invånare per kvadratkilometer. Los Zacatones är det största samhället i trakten. Omgivningarna runt Los Zacatones är i huvudsak ett öppet busklandskap.